# Bahnstrecke Landau–Herxheim
| |                                          |                        |                        |
| Streckennummer: | 3440                                     |                        |                        |
| Kursbuchstrecke (DB): | zuletzt 282d (1949–1972) 682 (1972–1983) |                        |                        |
| Kursbuchstrecke: | 282d (1946)                              |                        |                        |
| Streckenlänge: | 10,9 km                                  |                        |                        |
| Spurweite: | 1435 mm (Normalspur)                     |                        |                        |
| |                                          |                        |                        |
| \| \| \| von Neustadt (Weinstr) \| \| \| \| \| von Germersheim \| \| \| \| 0,0 \| Landau (Pfalz) Hbf \| Landau (Pfalz) Hbf \| \| \| \| nach Pirmasens \| \| \| \| \| nach Winden \| \| \| \| \| A 65 \| \| \| \| 4,008 \| Mörlheim \| Mörlheim \| \| \| 6,062 \| Offenbach (Queich) \| Offenbach (Queich) \| \| \| 10,884 \| Herxheim (b Landau) \| Herxheim (b Landau) \| |                                          |                        |                        |
| Strecke |                                          | von Neustadt (Weinstr) | von Neustadt (Weinstr) |
| Abzweig geradeaus und von rechts |                                          | von Germersheim        | von Germersheim        |
| Bahnhof | 0,0                                      | Landau (Pfalz) Hbf     | Landau (Pfalz) Hbf     |
| Abzweig geradeaus und nach rechts |                                          | nach Pirmasens         | nach Pirmasens         |
| Abzweig ehemals geradeaus und nach rechts |                                          | nach Winden            | nach Winden            |
| Strecke mit Straßenbrücke (Strecke außer Betrieb) |                                          | A 65                   | A 65                   |
| Bahnhof (Strecke außer Betrieb) | 4,008                                    | Mörlheim               | Mörlheim               |
| Bahnhof (Strecke außer Betrieb) | 6,062                                    | Offenbach (Queich)     | Offenbach (Queich)     |
| Kopfbahnhof Streckenende (Strecke außer Betrieb) | 10,884                                   | Herxheim (b Landau)    | Herxheim (b Landau)    |

Die Bahnstrecke Landau (Pfalz)–Herxheim ist eine knapp elf Kilometer lange stillgelegte Nebenbahn in Rheinland-Pfalz, die von Landau in der Pfalz nach Herxheim führte. Ihre Bedeutung lag hauptsächlich im Güterverkehr. In den letzten Jahren gab es Bestrebungen, die Strecke auf absehbare Zeit zu reaktivieren, was jedoch allenfalls langfristig realistisch erscheint.

## Verlauf
Die Strecke beginnt im Landauer Hauptbahnhof und führt etwa einen Kilometer parallel zur Pfälzischen Maximiliansbahn in Richtung Winden, wobei der Bahndamm letzterer etwas höher gelegen ist. Anschließend biegt sie links ab, um wenige hundert Meter danach die A65 zu unterqueren. Nach Passieren der Orte Mörlheim und Offenbach an der Queich biegt sie rechts ab, um nach weiteren rund fünf Kilometer später am nördlichen Ortsrand von Herxheim zu enden.
Bis Mörlheim befindet sie sich auf der Gemarkung der kreisfreien Stadt Landau in der Pfalz, der restliche Streckenteil befindet sich im Landkreis Südliche Weinstraße.

## Geschichte

### Bahnprojekte rund um Herxheim und Offenbach
Im Zuge der Bestrebungen, die 1855 eröffnete Pfälzische Maximiliansbahn Neustadt–Wissembourg mit der badischen Hauptstadt Karlsruhe zu verknüpfen, strebten mehrere Vertreter südpfälzischer Gemeinden eine Streckenführung über Offenbach, Herxheim, Leimersheim und Leopoldshafen an. Diese Pläne standen jedoch in Konkurrenz zur projektierten Bahnstrecke Winden–Karlsruhe. Vor allem in Herxheim wuchs der Unmut über letztere, da die Gemeinde befürchtete, dadurch verkehrstechnisch isoliert zu werden. Entsprechend bekämpfte sie vehement deren Realisierung. Dennoch erhielt diese 1864 eröffnete Strecke schließlich den Vorzug. Im selben Jahr wurde die Speyerer Strecke bis nach Germersheim verlängert.
Daraufhin liefen Planungen, eine strategische Querverbindung zwischen den Festungen Germersheim und Landau herzustellen. Von insgesamt vier Varianten sollten zwei südlich der Queich über Offenbach verlaufen. Dennoch wurde eine Streckenführung nördlich des Flusses über Westheim, Ober- und Niederlustadt und Zeiskam realisiert. Zwar entstand an dieser 1872 eröffneten Strecke Germersheim–Landau mit dem Bahnhof Dreihof eine Station, die unter anderem Offenbach dienen sollte, jedoch weitab von dessen Siedlungsgebiet lag.
Nachdem 1892 die Klingbachtalbahn Rohrbach–Klingenmünster entstanden war, folgte 1894 der Entwurf für eine Nebenbahn von Rohrbach nach Herxheim. Technische Gründe verhinderten dies jedoch. Herxheim selbst strengte weiterhin einen Bahnanschluss an, sodass der Gemeinderat die Übernahme der Kosten für eine Projektierung verabschiedete. Die Pläne wurden dahingehend abgeändert, dass eine in Landau beginnende Nebenbahn über Offenbach bis nach Herxheim verlaufen sollte.

### Weitere Entwicklung
Die 10,88 Kilometer lange Bahnstrecke selbst wurde am 1. Dezember 1898 als letzte der Pfälzischen Maximiliansbahn-Gesellschaft, die für sämtliche Strecken innerhalb der Südpfalz zuständig war, eröffnet. Zu diesem Zeitpunkt waren die Empfangsgebäude der Unterwegsstationen in Mörlheim, Offenbach und Herxheim noch nicht fertiggestellt; dasselbe galt für die Gleisanlagen der beiden letztgenannten Orte. Die Festaktivitäten der Gemeinde Herxheim fielen moderat aus, da unter anderem der Direktor der Pfalzbahn Jakob von Lavale größere Feiern untersagt hatte.
Am 1. Januar 1909 ging die Strecke zusammen mit dem übrigen Eisenbahnnetz innerhalb der Pfalz in das Eigentum der Bayerischen Staatseisenbahnen über. 
Mit Gründung der Deutschen Reichsbahn im Jahr 1920 ging die Nebenbahn in deren Eigentum über. 1922 erfolgte die Eingliederung des Bahnhofs in die neu gebildete Reichsbahndirektion Ludwigshafen. Im Zuge deren Auflösung zum 1. April 1937 wechselte sie in den Zuständigkeitsbereich der Mainzer Direktion.

### Stilllegung und Zukunft
Der Bahnhof gehörte nach dem Zweiten Weltkrieg zur Bundesbahndirektion Mainz, wie alle Bahnstrecken innerhalb des neu geschaffenen Bundeslandes Rheinland-Pfalz. 1971 gelangte die Station im Zuge der Auflösung der Bundesbahndirektion Mainz in den Zuständigkeitsbereich ihres Karlsruher Pendants.
Ab der Nachkriegszeit hatten sich die Verkehrsströme zunehmend in Richtung Karlsruhe verlagert, was neben den jeweils am Ortsrand befindlichen Unterwegsbahnhöfen maßgeblich dazu beitrug, dass die Strecke zunehmend an Bedeutung verlor. Zum 15. Dezember 1955 wurde sie auf vereinfachten Nebenbahndienst umgestellt. Geringe Fahrgastzahlen führten dazu, dass zum 25. September 1983 der Personenverkehr aufgegeben wurde. Güterverkehr bestand noch bis zum Jahreswechsel 1994/1995. Die Streckenstilllegung folgte am 15. Februar 1996.
Inzwischen wurde auch die Weiche im Landauer Hauptbahnhof entfernt. Die Trasse bleibt jedoch dank einer Trassensicherungsvereinbarung zwischen DB Netz und den anliegenden Kommunen vorläufig erhalten, so dass eine spätere Wiederinbetriebnahme möglich bleibt. Eine 2003 im Auftrag des Landes Rheinland-Pfalz durchgeführte Untersuchung über die Möglichkeit einer Reaktivierung der Strecke kam 2005 zum Abschluss. Dabei wurden zwei Optionen untersucht. Die eine sah vor, die Nebenbahn als Stichstrecke mit Dieselfahrzeugen zu betreiben, die andere die Integration in das Netz der Stadtbahn Karlsruhe und der damit einhergehenden Elektrifizierung einschließlich einer Verlängerung von Herxheim bis nach Rülzheim mit Anschluss an die Bahnstrecke Schifferstadt–Wörth. Das Resultat ergab jedoch eine negative Kosten-Nutzen-Relation.
Anfang 2013 beantragte die DB Netz die Freistellung von Bahnbetriebszwecken des Abschnitts zwischen Kilometer 9,915 (zwischen den Gewannen „Insgrundtal“ und „Auf der Insgrundhöhe“ nördlich von Herxheim) und dem Streckenende in Kilometer 10,900. Inzwischen sind zahlreiche Bahnübergänge sowie das Streckenende abgebaut. Auch in Offenbach wurde für den Bau eines Neubaugebietes ein einige hundert Meter langes Gleisstück entfernt.

## Betrieb

### Personenverkehr
Aufgrund der Tatsache, dass die Bahnhöfe von Mörlheim, Offenbach und Herxheim relativ weit von den jeweiligen Ortskernen lagen, hatte der Personenverkehr eine eher untergeordnete Bedeutung. 1954 bis zu seiner Einstellung kamen Uerdinger Schienenbusse aus Landau zum Einsatz. Noch 1980 verkehrte ein Zugpaar aus Bn-Wagen, das mit einer Diesellokomotive der Baureihe 212 bespannt war.

### Güterverkehr
Der Güterverkehr spielte eine deutlich größere Rolle als der Personenverkehr: Herxheim selbst entwickelte sich als Folge des Bahnanschlusses zu einem bedeutenden Handelsplatz. Entsprechend besaß der Herxheimer Bahnhof zeitweise den höchsten Güterumschlag in ganz Bayern.

## Betriebsstellen

### Landau (Pfalz) Hauptbahnhof

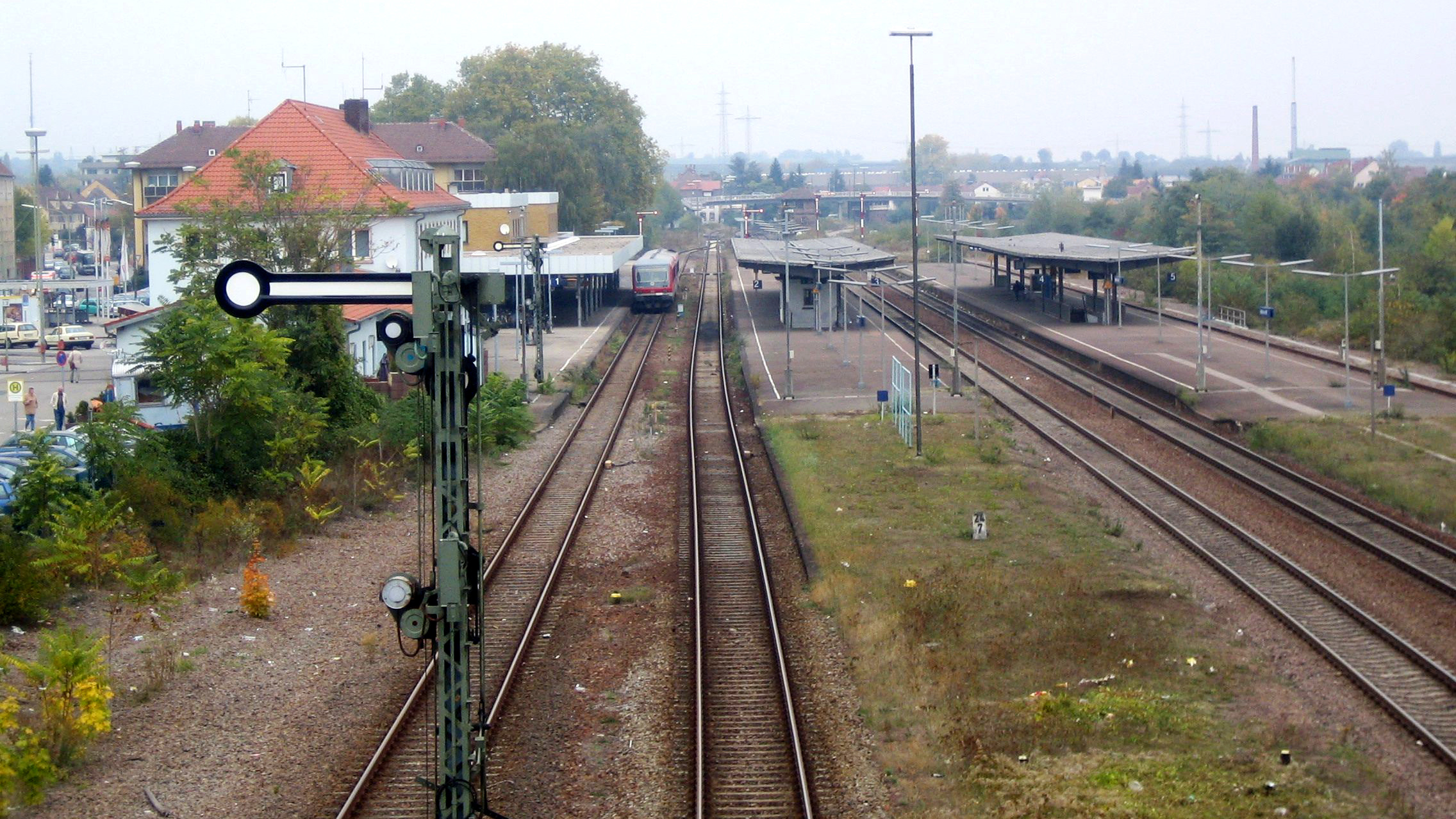
Landau (Pfalz) Hauptbahnhof im Jahr 2005

Der Landauer Hauptbahnhof entstand Mitte 1855 als vorläufiger Endpunkt der Pfälzischen Maximiliansbahn. 1872 wurde er um die Strecke nach Germersheim ergänzt, die sich zusammen mit der einige Jahre errichteten Südpfalzbahn nach Zweibrücken zu einem Teil der Fernverkehrsmagistrale Bruchsal–Saarbrücken entwickelte. Dabei wurden seine Gleisanlagen erweitert und etwas nach Westen verlegt, ebenso erhielt er in diesem Zusammenhang ein neues Empfangsgebäude. Letzteres wurde am 24. Dezember 1877 freigegeben.
1898 kam die Stichstrecke nach Herxheim hinzu, von 1913 bis 1953 führte vom Bahnhofsvorplatz aus mit der Pfälzer Oberlandbahn eine Überlandstraßenbahn bis Neustadt, die mehrere Dörfer abseits der Maximiliansbahn anband. Da das zweite Bahnhofsgebäude im Zweiten Weltkrieg zerstört worden war, wurde das derzeitige Anfang der 1962 in Betrieb genommen. Der Güterverkehr in das Queichtal kam 1998 komplett zum Erliegen, auf der Maximiliansbahn wurde er in den letzten Jahrzehnten schrittweise reduziert; auf diese Weise spielt der Bahnhof in Sachen Gütertransport nur noch eine untergeordnete Rolle; als Folge wurden die einst umfangreichen Gütergleise ab 1990 abgebaut.

### Mörlheim

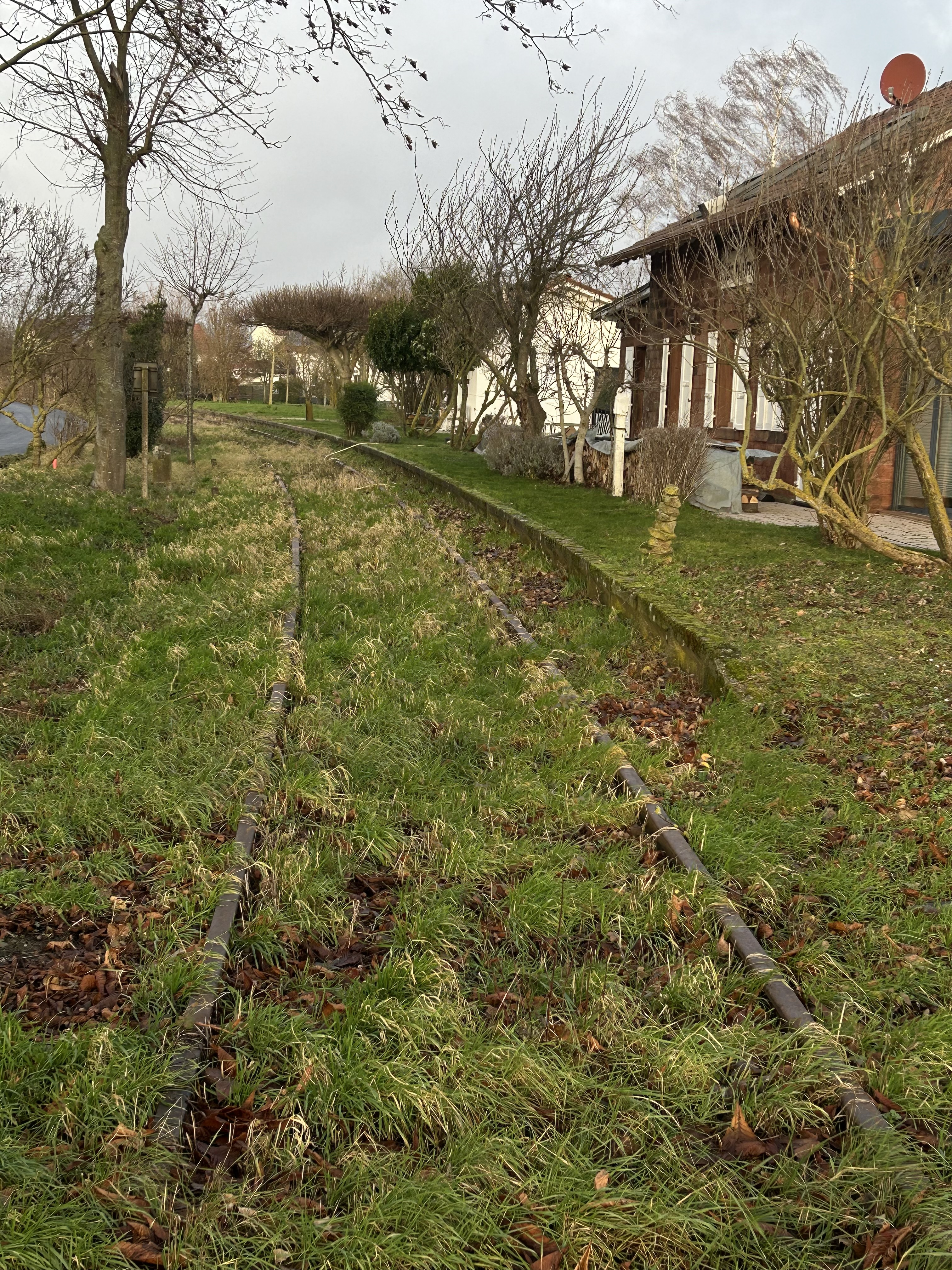
Ehemaliger Bahnhof/Haltepunkt Mörlheim, 2024 (stillgelegt)

Der Bahnhof befand sich am südlichen Ortsrand von Mörlheim. 1959 wurde er zu einem Haltepunkt herabgestuft und hatte kein Personal mehr. 1961 wurde er betriebstechnisch nach Landau (Pfalz) Hauptbahnhof eingegliedert.

### Offenbach (Queich)
Der Bahnhof befand sich am südlichen Ortsrand von Offenbach an der Queich. 1910 wurde er von „Offenbach a. d. Queich“ in „Offenbach a Queich“ umbenannt.

### Herxheim (bei Landau)
Der Bahnhof befand sich am nördlichen Ortsrand von Herxheim bei Landau/Pfalz. Beim Empfangsgebäude handelt es sich um einen Bau aus Sandstein.